# Anomalocardia auberiana
Anomalocardia auberiana är en musselart som först beskrevs av d'Orbigny 1842.  Anomalocardia auberiana ingår i släktet Anomalocardia och familjen venusmusslor. Inga underarter finns listade i Catalogue of Life.